# Удальцов Сергій Станіславович
Удальцо́в Сергі́й Станісла́вович (рос. Удальцов Сергей Станиславович нар.16 лютого 1977, Москва) — російський лівий політичний діяч, лідер руху «Авангард червоної молоді» (рос. Авангард красной молодежи, АКМ), координатор «Лівого фронту», координатор Ради ініціативних груп Москви і громадської Московської ради.

## Погляди
Не зважаючи на те, що Удальцов є опозиціонером до режиму Путіна, він у ряді своїх записів у соцмережах підтримав окупацію Криму, українських сепаратистів та звинуватив українську владу та «бандерівців» у збитті Боїнга 777 над Грабовим